# 石抹エセン
石抹 エセン（せきまつ エセン、生没年不詳）は、モンゴル帝国に仕えた契丹人の一人。
漢文史料上では石抹也先と石抹阿辛という2通りの表記があり、『元史』は誤って両方の列伝を立てている。

## 概要
エセンはキタイ帝国（遼朝）の歴代皇后を輩出した審密＝石抹氏（漢風には蕭氏）の出であった。祖父の庫烈児は金朝に仕えていたが90歳の時に亡くなり、父の脱羅華察児は金朝には仕えなかった。脱羅華察児には5人の息子がいたが、そのうちの次男こそがエセンであった。
エセンが10歳になったとき、宗国（遼朝）の滅亡の原因について父に尋ねると、脱羅華察児は大いに憤ってお前が宗国の復興をなせと言われたという。エセンは成長すると武勇知略に優れ、周辺諸部からも認められるようになった。金朝はその名声を聞いて奚部の長に任じようとしたが、エセンはこれを兄の贍徳納に譲り「兄がこれを受けることで宗族を保たれよ」と述べて自らは表舞台に立とうとしなかった。これ以後、エセンは野山に隠れ住んで狐・鼠などを狩って暮らして時節を待った。モンゴル高原でチンギス・カンが立ったことを聞くと、エセンは馬匹を持ってこれに来帰し、「東京（遼陽府）は金朝開基の地で、その根本を脅かせば中原もするでしょう」と進言した。チンギス・カンはこれを喜び、左翼軍を率いるムカリの指揮下に入って東京攻略に当たるよう命じた。
臨潢府を過ぎ、高州に進出した時、ムカリはエセン率いる1千の騎兵に先鋒を務めるよう命じた。そこでエセンは一計を案じ、交代したばかりの東京留守が至るのを数騎で待ち伏せて襲い、東京留守の任命書を奪った。エセンは任命書を持って東京に向かい、「我こそが新たな東京留守である」と言って城内に入って城壁に守備兵を下がらせてしまった。3日後、ムカリ軍本隊がやってくるとエセンの事前工作によって東京は戦わずして陥落してしまい、1本の矢も用いることなくモンゴル軍は数千里の土地・10万8千の戸民・兵10万・山と積まれた食糧・資財、降伏した守臣の寅答虎ら47人、城邑32を手に入れることになった。金朝「根本の地」を失ったことは、金朝が黄河以北の領有を諦めて朝廷を河南に移す一因になったとされる。
1215年（乙亥）には北京（大定府）包囲に加わり、落城後には城民を虐殺しようとした武将を説得してやめさせ、この功績によってエセンは御史大夫・領北京ダルガチの地位を得た（北京の戦い）。また、この頃石天応らが興中府によって自立していたが、エセンは別動隊としてこれを降伏させたため、功績により興中尹となった。またエセンはトルン・チェルビの副官としてモンゴルに降った張鯨らの監視を行った。張鯨はまだモンゴルに降っていない地方を平定するために南下したが、平州に至ったところで病を理由に進軍をやめた。そこでエセンは叛乱を疑い張鯨を捕らえてチンギス・カンの下まで送り、チンギス・カンと対面した張鯨は弟の張致を質子として差し出して許しを乞おうとしたが、結局は宵の内に逃れ去ってしまった。エセンはこれを追って張鯨を殺したが、弟の張致はすでにモンゴルを裏切って自立しており、これを平定した。エセンはこの功績により上将軍となり、｢遼河から西、灤水より東」の地、すなわち遼西地方はこれにより完全に平定された。
その後、ムカリの指揮下で蠡州北城を攻めている最中、城壁に上ろうとして投石にあたったことで41歳にして亡くなった。子は石抹査剌・石抹咸錫・石抹博羅・石抹侃の4人いたが、石抹査剌が跡を継いだ。